# 松井秀
松井秀
- 名古屋テレビ放送のアナウンサー。本項にて説明。
- 松井秀喜の略記。松井稼頭央と区別するために「松井秀」という呼称が用いられたことがある。

松井 秀（まつい しゅう、1965年2月3日 - ）は、名古屋テレビ放送（メ〜テレ）の元アナウンサー。愛知県名古屋市出身。血液型A型。
愛知県立昭和高校卒業
同志社大学文学部文化学科文化史学専攻卒業。

## 来歴
大学卒業後、1988年4月に名古屋テレビに入社。入社後はスポーツアナウンサーとして活動し、主にサッカー関連の番組を担当していた。また、同局製作のアウトドア紀行番組『Let's ドン・キホーテ』に最終回まで出演し続けていた。
2004年4月にアナウンス部から異動、以後は社長室や東部支社に勤務していたが、2008年7月19日の『どですか!』内ニュースでアナウンサー職に復帰しアナウンス部部長を務めた。スポーツアナウンサーとしても2009年からサッカー中継の実況などを担当した。
2014年6月に異動となり再びアナウンサー職から離れることとなった。

## 過去の担当番組
- Let's ドン・キホーテ（1990年10月 - 2003年3月）
- 名古屋テレビ600ステーション（中日ドラゴンズの海外キャンプ情報を取材先から担当した）
- スポーツランチ
- オーレ!グランパス三丁目サッカー部
- オーレ!グランパス三丁目サッカー部 2
- メ〜テレNEWS
- FC岐阜・グランパス戦などのスポーツ中継 - メ〜テレと岐阜放送（ぎふチャン）が交互に担当するFC岐阜ホームゲームのスカパー!向け中継のうち、メ〜テレが制作協力している試合を担当。

## 著書
- 名古屋グランパスエイト ― シャチ軍団の逆襲（1994年10月発売、発行 - イースト・プレス、ISBN 978-4872570304）